# Jules Pascin

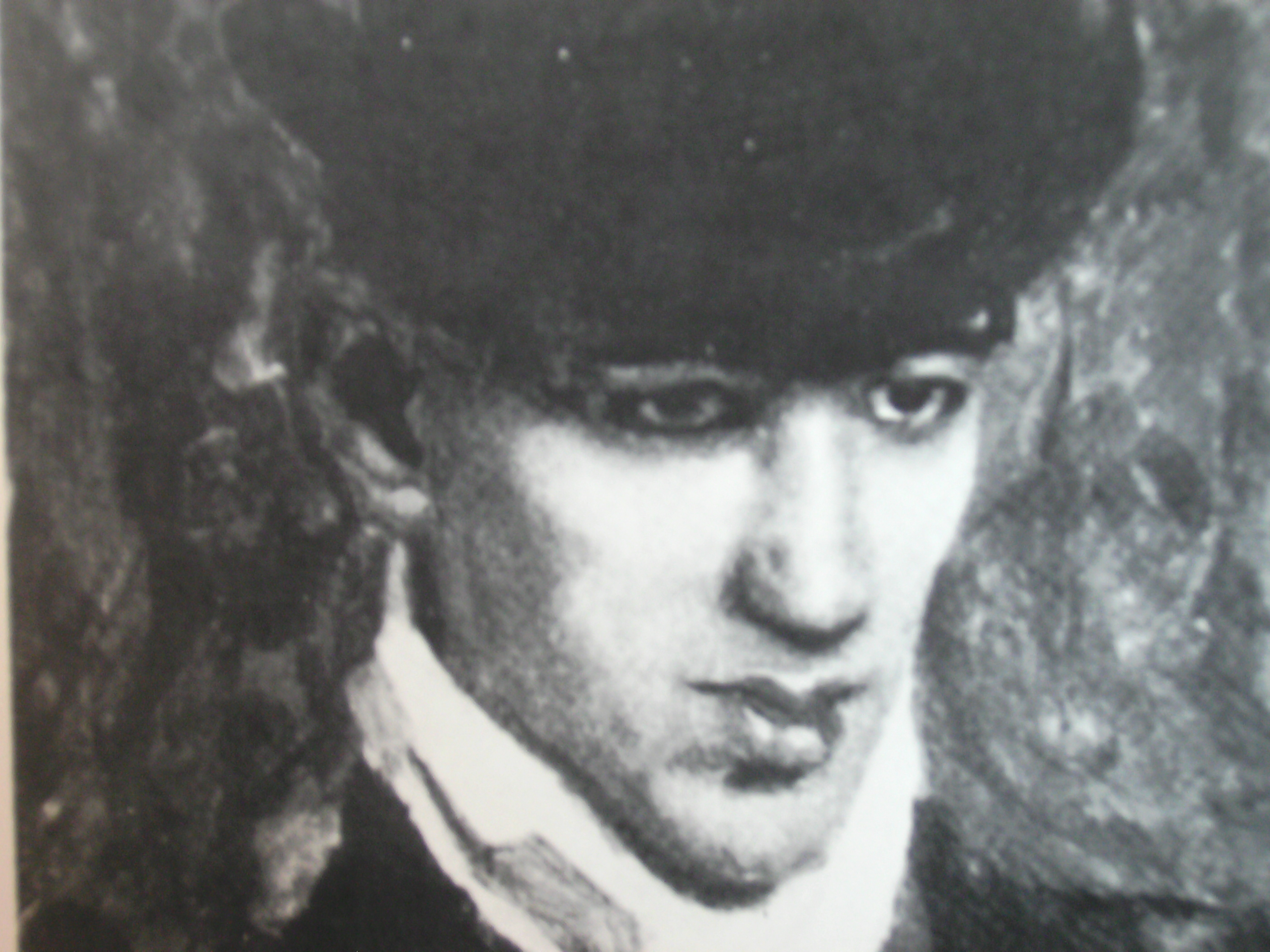
Albert Weisgerber: Bildnis Jules Pascin (1906)

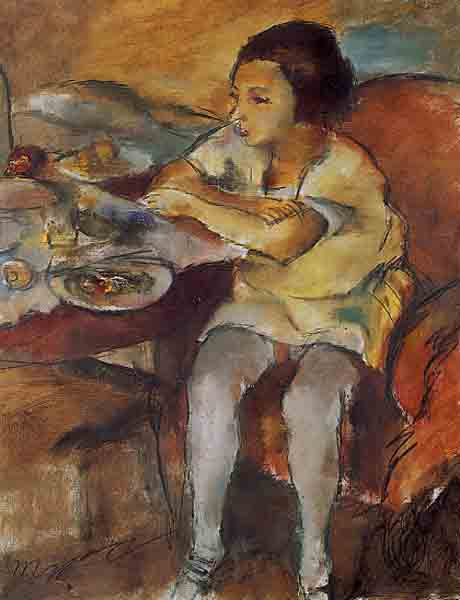
Jules Pascin: Die Mahlzeit, 1923

Jules Pascin (bulgarisch Жул Паскин; * 31. März 1885 als Julius Mordecai Pinkas in Widin; † 5. Juni 1930 in Paris) war ein bulgarischer Maler des Expressionismus. Er war in den 1920er Jahren mit erotischen Frauenakten erfolgreich.

## Leben und Werk
Pascin kam 1885 als achtes von elf Kindern im bulgarischen Widin zur Welt. Sein Vater, ein sephardischer Jude, war der wohlhabende Getreidehändler Marcus Pincas, seine in Triest geborene Mutter Sofie Russo stammte ebenfalls aus einer alten sephardischen Familie. Innerhalb der Familie wurde Ladino gesprochen. Ab 1892 lebte die Familie in Bukarest, wo Pascin im Alter von 15 Jahren unter dem Schutz der Betreiberin begann, regelmäßig in einem Bordell Aktzeichnungen anzufertigen.
Nach dem Studium in Wien verbrachte Pascin die Zeit von 1902 bis 1905 in Budapest, Wien, München und Berlin, wo er an verschiedenen Akademien studierte. In München zeichnete er für den Simplicissimus. Er lernte u. a. Albert Weisgerber und seinen Freundeskreis um die Maler Hans Purrmann, Paul Klee, Wassily Kandinsky, Willi Geiger, Hermann Haller, Max Slevogt und Gino von Finetti kennen, mit denen ihn eine lebenslange Freundschaft verband. Er war Mitglied der Berliner Secession. Weisgerber fertigte 1905 ein Porträt Pascins an. Im selben Jahr ließ sich Pascin für einige Jahre in Paris nieder, bevor er nach Brüssel und London umsiedelte und von 1915 bis 1920 in den USA lebte.
Danach blieb Paris sein Hauptwohnort, von dem er aber immer wieder zu längeren Reisen aufbrach. In seinen letzten Jahren litt er zunehmend unter Depressionen. Ehrenburg schildert Pascin als zerrissenen Menschen zwischen schüchtern und draufgängerisch. Er zieht Parallelen zu Modigliani und Jessenin. Hemingway beschrieb seine Begegnung mit Pascin mit den Worten:

„Den Hut auf dem Hinterkopf, grinste er mich an. Er glich eher einer der Broadwayfiguren aus den neunziger Jahren als dem wunderbaren Maler, der er war, und später, nachdem er sich erhängt hatte, erinnerte ich mich gern daran, wie er an diesem Abend im Dôme gewesen war.“

Pascins beherrschendes Motiv waren erotische Frauenakte. Seine Werke wurden mit der Verschlimmerung seiner Gemütskrankheit immer düsterer. Ab 1916 wurde in seinem Werk der Einfluss des Kubismus deutlich, der sich im Spätwerk wieder abschwächte. 1930 beging er im Alter von 45 Jahren in seiner Pariser Wohnung Suizid und wurde auf dem Cimetière du Montparnasse beigesetzt. 1964 wurde sein Werk bei der documenta III in Kassel geehrt. Der französische Comicautor Joann Sfar beschäftigte sich von 2001 bis 2005 in der Comicserie Pascin mit dem Leben und Werk Jules Pascins. 2006 erschien eine Gesamtausgabe der ersten sechs Bände auf Deutsch.

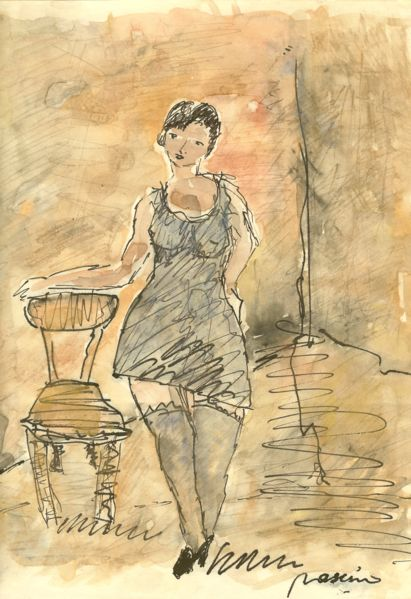
Eine Frau. Dazu ein Stuhl
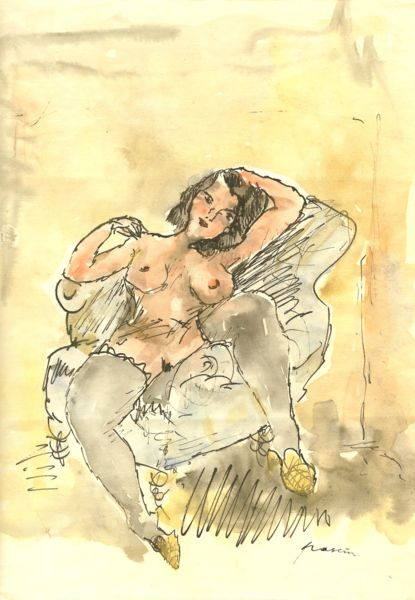
Nackte im Sessel
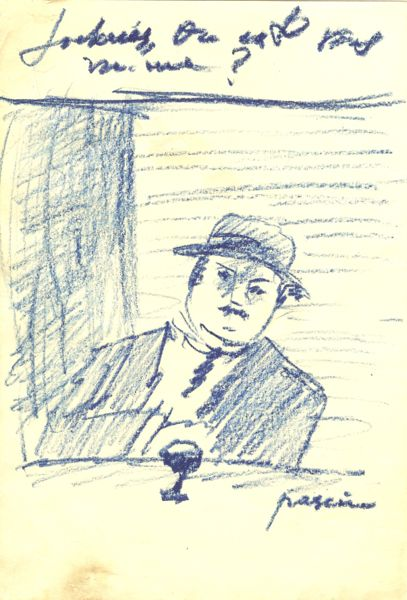
Ein Mann mit einem Glas Wein
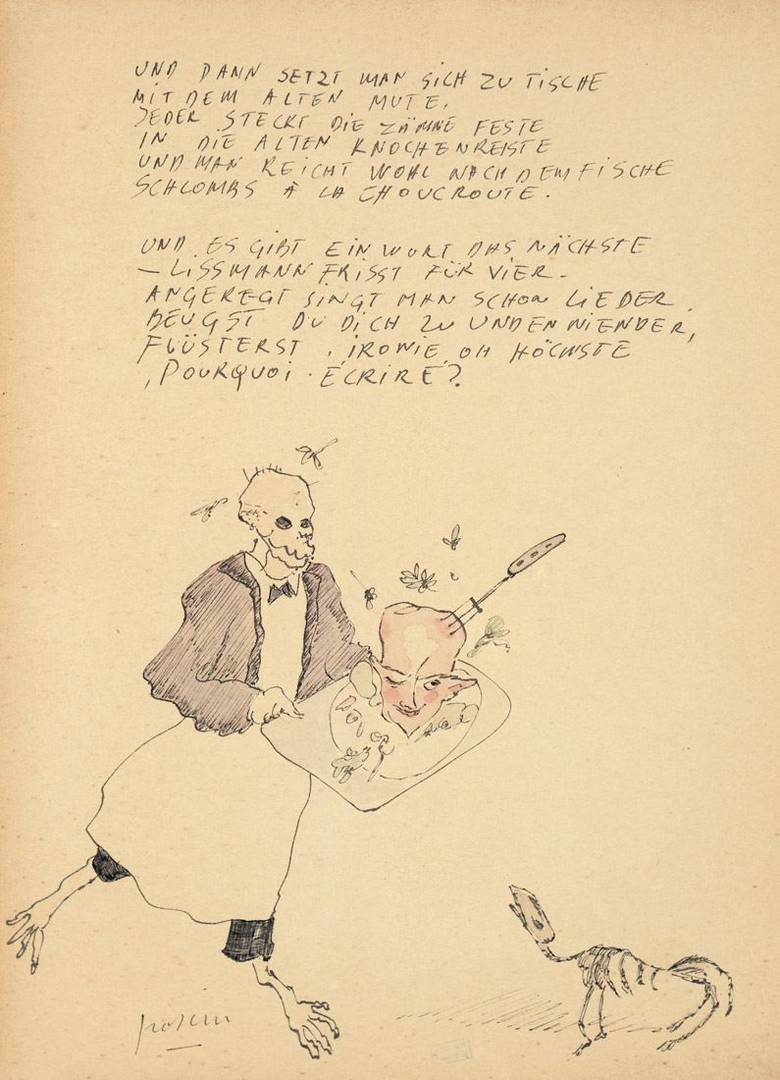
Und dann setzt man sich zu Tische

1937 wurden in der Nazi-Aktion „Entartete Kunst“ Bilder Pascins aus der Berliner Nationalgalerie (Kronprinzen-Palais), dem Kupferstichkabinett Berlin, der Kunsthalle Bremen, der Staatlichen Gemäldegalerie Dresden, dem Provinzial-Museum Hannover, der Städtischen Galerie Nürnberg, dem Staatlichen Museum Saarbrücken und dem Stadtmuseum Ulm beschlagnahmt. Der größte Teil wurde auf dem Kunstmarkt „verwertet“, u. a. über die Kunsthändler Bernhard A. Böhmer und Karl Buchholz. Beispielsweise ging 1939 Die Mahlzeit (auch Das Frühstück; Öl auf Leinwand, 80 × 64 cm, 1923) für 120 Pfund Sterling an das Musée d’Art moderne et d’Art contemporain Liège.